# Ange du Seigneur
L’ange du Seigneur ou ange de l'Éternel (en hébreu : מַלְאַךְ יְהוָה / malakh YHWH, « messager de YHWH »), parfois appelé ange de Dieu (en hébreu : מַלְאַךְ אֱלֹהִים / malakh Elohim, « messager de Dieu »), est une figure angélique commune au judaïsme et au christianisme.
L'ange du Seigneur apparaît dans de nombreux passages du Tanakh, venant en aide aux personnes protégées ou favorisées par Dieu, comme Agar dans le désert. Il apparaît aussi à des prophètes d'Israël, tels que Moïse ou Élie. Il est parfois le bras armé de Dieu contre Israël pécheresse ou contre ses ennemis. Dans le Nouveau Testament, l'Évangile selon Matthieu le fait intervenir auprès de Joseph, époux de la vierge Marie, et à la Résurrection de Jésus. Il se présente dans l'Évangile selon Luc comme Gabriel. Après la mort de Jésus, il vient en aide aux apôtres et à d'autres nouveaux chrétiens.
La nature exacte de l'ange du Seigneur est ambiguë et son nombre débattu ; toutefois, les plus anciens interprètes y voient un seul ange, qui est une manifestation de Dieu afin de se rendre visible aux gens. Dans le christianisme, il a été identifié comme une forme pré-incarnée du Christ.

## Étymologie
Malakh (מַלְאַךְ) se traduit en français par : « envoyé », « délégué », « messager ». Le grec άγγελος et son dérivé latin angelus ont la même signification, mais tous les trois se traduisent par : « ange » lorsqu'ils sont utilisés pour parler d'un messager divin,,. En raison du tabou sur le nom divin YHWH (יְהוָה) dans le judaïsme, le tétragramme est lu adonaï (אדוני), « maître » ou « seigneur » en français ; c'est la traduction traditionnelle dans les Bibles catholiques. Les Bibles protestantes utilisent : « l’Éternel » depuis la traduction française de la Bible effectuée par le protestant Pierre Robert Olivétan en 1535.
L'expression issue de l'hébreu malakh YHWH (« messager de YHWH ») apparaît dans soixante-cinq versets dans la Bible, dont cinquante-quatre dans la Bible hébraïque. Les Septante interprètes l'ont traduite en grec « ἄγγελος Κυρίου » (aggelos Kuriou, « un ange du Seigneur »), ou parfois « ὁ ἄγγελος Κυρίου » (o aggelos Kuriou, « l'ange du Seigneur »). La Vulgate traduit l'hébreu par le latin : « angelus Domini » (même sens que le grec). Dans les Bibles en français, la traduction diffère selon la religion et les confessions chrétiennes. La Bible juive du Rabbinat traduit : « un envoyé du Seigneur ». La Bible Segond et les autres Bible protestantes traduisent par : « l'ange de l'Éternel », et parfois par : « un ange de l'Éternel ». La Bible liturgique officielle et les autres traductions catholiques choisissent traditionnellement : « l'ange du Seigneur ». La Bible de Jérusalem, éditée par l'ordre dominicain, préfère : « l'Ange de Yahvé ».
Dans dix-huit versets bibliques, dont seize en hébreu, on trouve l'expression synonyme malakh Elohim (« messager de Dieu »), pour laquelle les traductions françaises sont unanimes. Les Septante traduisent par « ὁ ἄγγελος τοῦ θεοῦ » (o aggelos tou theou, « l'ange du dieu ») et la Vulgate « angelus Dei ».

## Bible hébraïque

### Torah

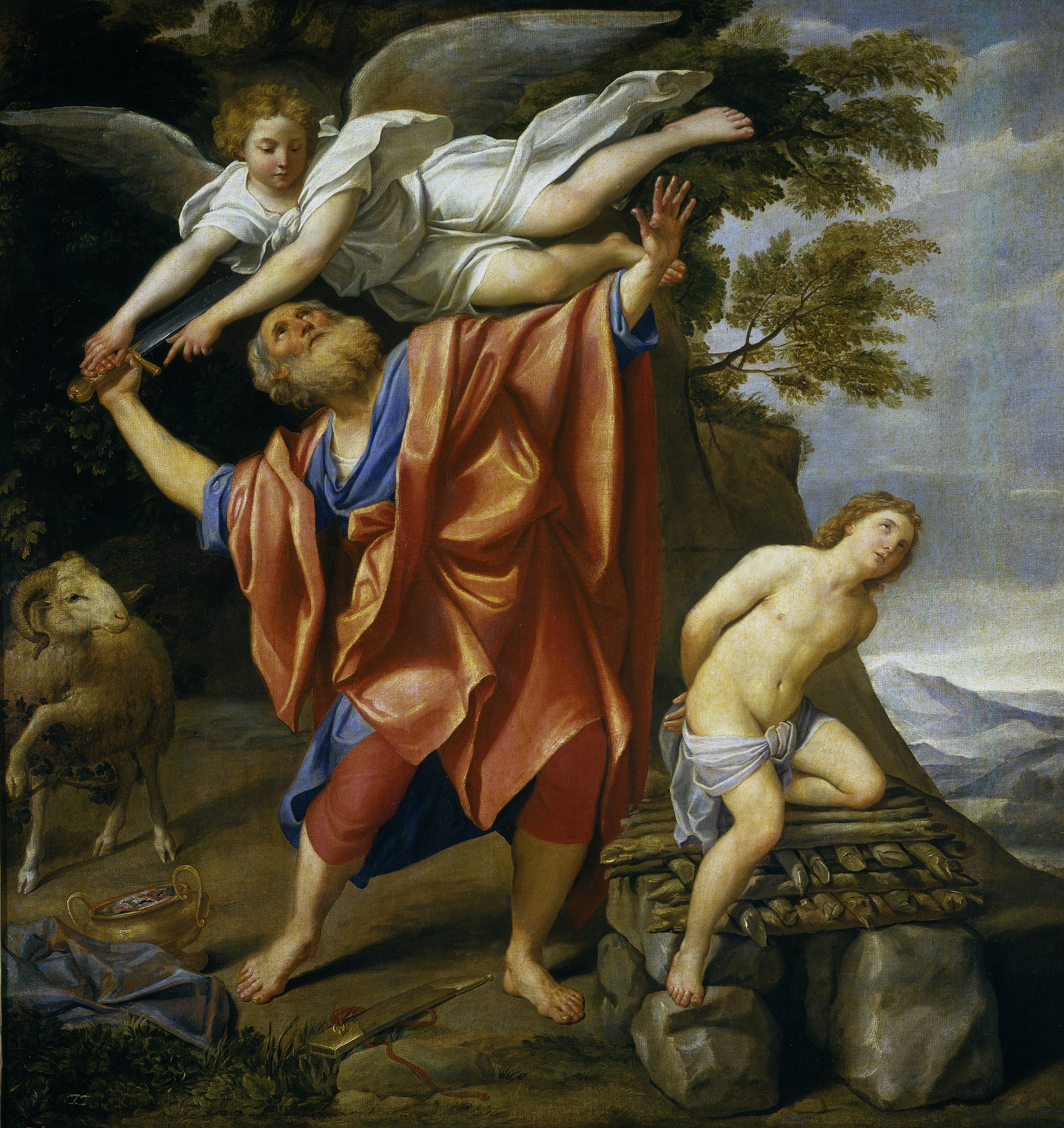
Le sacrifice d'Isaac par le Dominiquin, 1627-1628.

Un/L'ange du Seigneur apparaît pour la première fois dans le livre de la Genèse : sur le chemin du puits de Shour, il vient en aide à Agar, seconde épouse d'Abraham. Elle fuit la colère de sa maîtresse Sarah, épouse stérile du patriarche, envers qui elle s'est montrée hautaine car elle était enceinte. L'ange lui dit de retourner chez Sarah et d'être humble : « Je te donnerai une descendance tellement nombreuse qu’il sera impossible de la compter. » Agar reconnaît l'ange comme étant Dieu Lui-même. L'expression « ange de Dieu » est utilisée quand elle et Ismaël sont chassés dans le désert à la demande Sarah, car son fils Isaac avait été violenté par son demi-frère. Agar abandonne son enfant endormi à l'ombre d'un buisson, car l'outre d'eau était vide et elle ne voulait pas le voir mourir. Cependant, un/l'ange de Dieu lui annonce qu'Il l'a entendue et les sauve.
Au moment de la ligature d'Isaac, un/l'ange du Seigneur arrête Abraham : « Ne porte pas la main sur le garçon ! Ne lui fais aucun mal ! Je sais maintenant que tu crains Dieu : tu ne m’as pas refusé ton fils, ton unique. » Après qu'Abraham eut sacrifié un bélier, l'ange lui rapporte que Dieu l'a bénit ainsi que sa descendance.
Un/L'ange de Dieu apparaît des années plus tard à Jacob en rêve : « Je suis le Dieu de Béthel », dit un/l'ange, avant lui ordonner de quitter son méchant beau-père Laban et de retourner sur la terre de Canaan.
Dans le livre de l'Exode, c'est un/l'ange du Seigneur qui apparaît à Moïse dans le buisson ardent ; l'interlocuteur est ensuite appelé « Dieu » ou « le Seigneur ». Un/L'ange intervient encore pour protéger les Hébreux avant le passage de la mer Rouge.
Dans le livre des Nombres, le roi moabite Balak demande au devin Balaam, qui est des Nations, de maudire les Hébreux qui faisaient la conquête de la Terre promise par Dieu. Celui-ci rencontre Balaam et lui ordonne de ne pas maudire Son peuple car il est béni. Le lendemain, Il est en colère que le devin ai ignoré son ordre et qu'il parte maudire les Hébreux. Alors Dieu envoie Son ange qui, après un difficile échange, fait prendre conscience à Balaam de son péché.

### Prophètes

#### Livre des Juges

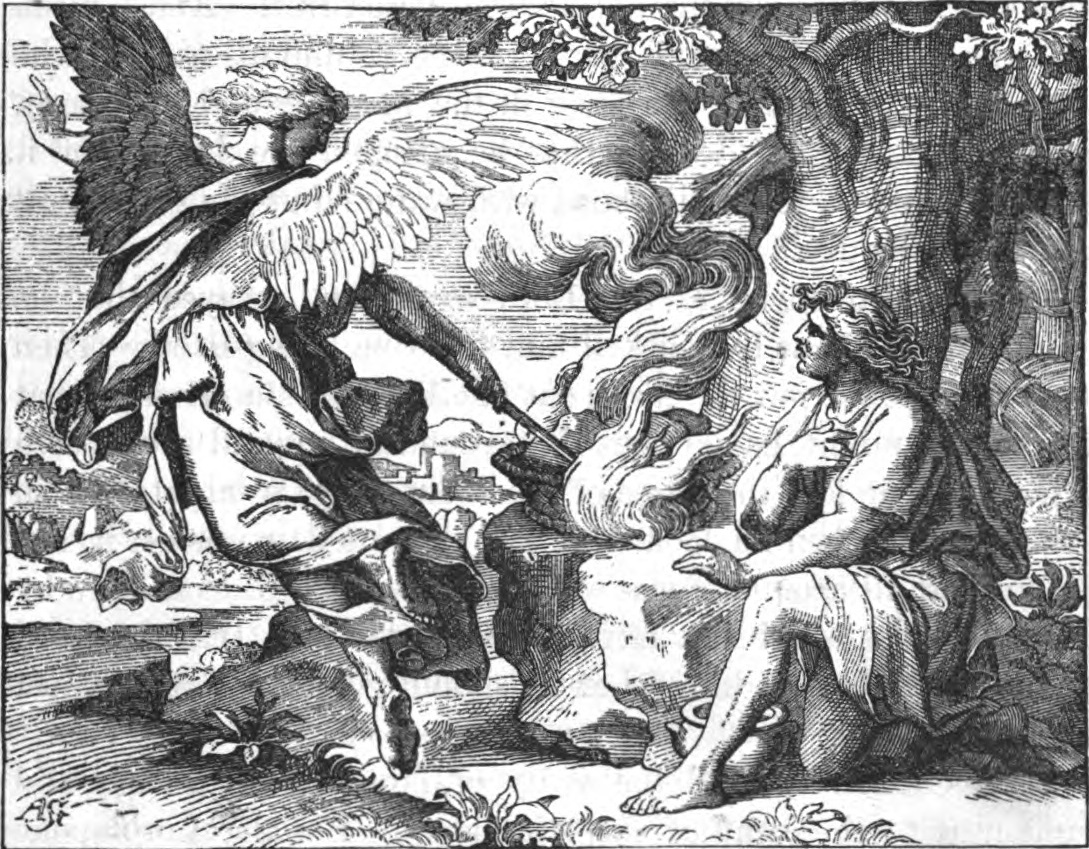
L'ange du Seigneur apparaît à Gédéon, illustration anonyme américaine, 1873.

L'ange apparaît dans plusieurs chapitres du livre des Juges.
Durant la conquête sous Josué, l'ange apparaît aux Hébreux, il leur rappelle les avoir aidés à sortir d’Égypte et que l'Alliance est éternelle. Mais  parce que les Hébreux ont osé épargner des Cananéens et les laissent célébrer leurs cultes païens, manquant aux conditions de l’alliance, ils devront se partager la terre avec les Cananéens, dont les cultes seront une occasion de chute.
Dans le cantique de la juge Débora, l'ange invite à maudire la ville de Méroz et ses habitants qui ne sont pas venus aider les Hébreux contre le général Siséra et le roi Jabin.
L'ange, sous la figure d'un voyageur, appelle le paysan Gédéon à devenir juge d'Israël. Cela surprend l'intéressé, mais « le Seigneur » dit qu'Il sera avec lui. Après avoir prouvé son identité à la demande de Gédéon, l'ange disparaît. Le nouveau juge prend peur : « Malheur à moi, Seigneur mon Dieu ! Pourquoi donc ai-je vu l’ange du Seigneur face à face ? » Mais Dieu lui assure qu'il ne mourra pas.
Des années après Gédéon, l'ange apparaît à Manoach et à son épouse, stérile, annonçant qu'elle aura un fils appelé à délivrer Israël des Philistins ; pour cela, elle doit s'abstenir de certains aliments. Le couple sacrifie un chevreau, puis en voyant l'homme disparaître, il comprit que celui venu à leur rencontre est l'ange du Seigneur.

#### Livres de Samuel
Dans le Premier livre de Samuel, Akish (roi philistin de Gath chez qui David trouve refuge lorsqu'il fuit Saül, roi d'Israël, compare son invité David à un ange de Dieu.
Dans le Deuxième livre de Samuel, David est devenu roi d'Israël et a plusieurs épouses. Son fils d'Amnon viole sa demi-sœur Tamar, qui demande justice à leur demi-frère Absalom. Il tue Amnon et s'enfuit pour échapper à la colère paternelle. Joab, neveu de David, envoie une femme de Tékoa à son oncle pour intercéder en faveur d'Absalom. La dame compare David, par sa sagesse et sa justice, à l'ange de Dieu. Quelque temps plus tard, Mephibosheth, fils de Jonathan, compare aussi David à un ange de Dieu. Des années plus tard, Dieu est en colère contre Israël et incite David à lui nuire en recensant la population. David se repent et le prophète Gad dit que Dieu propose trois punitions ; le roi choisit celle d'une peste de trois jours. Voyant qu'Il a été trop en colère, Dieu arrête l'ange alors qu'il allait frapper Jérusalem.

#### Livres des Rois
Dans le Premier livre des Rois, le prophète Élie fuit la vengeance de la reine Jézabel. Alors qu'il s'endort sous un buisson, l'ange le touche pour le réveiller et lui faire continuer sa route. Dans le Deuxième livre des Rois, l'ange réapparaît à Élie pour qu'il aille fustiger le culte rendu à Belzébuth. Plus d'un siècle après la mort d'Élie, lorsque l'Assyrie fait le siège de Jérusalem (701 av. J.-C.), l'ange du Seigneur tue 185 000 Assyriens durant la nuit,.

#### Livre de Zacharie
L'ange du Seigneur apparaît dans plusieurs visions du livre de Zacharie. Dans la première vision, l'ange se tient entre les myrtes ; à la demande des Juifs, il intercède pour eux en appelant Dieu à avoir de la compassion pour Jérusalem et les villes de Judas, « auxquelles Tu fais sentir Ta Colère depuis soixante-dix ans ». Dans la quatrième vision, Josué le Grand-prêtre se tient à côté de l'ange, accusé par Satan. Le Seigneur, c'est-à-dire l'ange, réprimande Satan pour ses fausses accusations. Josué est revêtu de beaux habits, et l'ange le prévient qu'il doit rester pieux. Au chapitre 12, Zacharie voit la lutte des païens avec Israël après le rejet du Messie. Les Hiérosolymites seront transformés et semblables à l'ange du Seigneur.

### Hagiographes
Le Premier livre des Chroniques raconte aussi mais différemment l'épisode de la peste de trois jours du deuxième livre de Samuel. Un/l'ange du Seigneur ravage Israël car le roi David recensé la population sur les conseils de Satan. Dieu arrête l'ange alors qu'il allait frapper Jérusalem. L'ange ordonne que David élève un autel à Dieu.
Un/L'ange du Seigneur est mentionné dans deux psaumes, qui décrivent sa bienveillance envers les fidèles de Dieu (Ps 34) et le fait qu'il frappe les méchants (Ps 35),.
Dans le livre d'Esther, Esther compare Assuérus, empereur de Perse à un ange de Dieu.
Au chapitre 3 du livre de Daniel, un/l'ange sauve Ananias, Azarias et Misaël de la fournaise où Nabuchodonosor II les avaient jetés. Dans le chapitre 14 (deutérocanonique) du livre de Daniel, un/l'ange transporte le prophète Habacuc jusqu'à Babylone, afin de donner le repas qu'il venait de préparer à Daniel dans la fosse aux lions.
Dans le livre deutérocanonique de Tobie, Raphaël est décrit comme un ange du Seigneur.

## Nouveau Testament

### Évangiles
L'expression ἄγγελος Kυρίου se trouve cinq fois dans l'Évangile selon Matthieu et deux fois dans l'Évangile selon Luc. Dans Matthieu, le personnage apparaît durant l'annonciation à Joseph, la fuite en Égypte et la Résurrection de Jésus. Dans Luc, c'est pour l'annonciation à Zacharie, à qui il se révèle sous le nom de Gabriel, l'annonciation à Marie, et l'annonce aux bergers.
Dans certains manuscrits de l'Évangile selon Jean, il est écrit qu'un/que l'ange du Seigneur fait bouillonner la piscine de Bethesda, où se pressent les pèlerins pour être guéris par ses eaux miraculeuses,.

### Actes des Apôtres

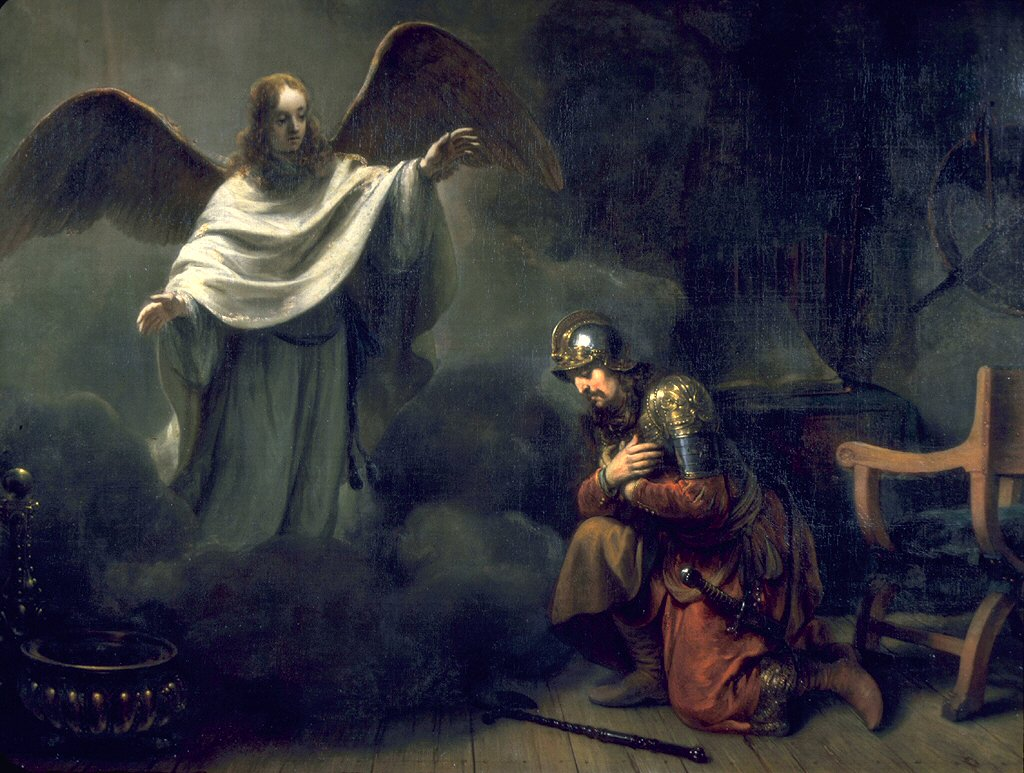
Vision de Corneille le Centurion par Gerbrand van den Eeckhout, 1664.

Dans les Actes des Apôtres, du même auteur que l’Évangile selon Luc, un/l'ange du Seigneur libère les Douze Apôtres de la prison où les Sadducéens les avaient enfermés.
Plus tard, il s'adresse à Philippe le Diacre afin qu'il prenne la route de Gaza, procédant ainsi au baptême de l'eunuque éthiopien
À Césarée, un/l'ange de Dieu interpelle le centurion Corneille, qui s'empresse de lui répondre, pour lui dire que Dieu a entendu ses prières et que le centurion doit envoyer des émissaires pour faire venir l'apôtre Simon Pierre, qui réside à Jaffa.
Lorsque Simon Pierre est emprisonné par le souverain Hérode Agrippa à la Pâque, l'apôtre est libéré par un/l'ange du Seigneur. Quelques versets plus loin, ce dernier frappe le roi de maladie et « rongé par les vers, il expira ».

### Autres écrits
Dans son épître aux Galates, l'apôtre Paul les remercie : « vous m’avez accueilli comme un ange de Dieu, comme le Christ Jésus lui-même. »
Dans le livre de la Révélation de Jésus-Christ, Jean de Patmos écrit que Dieu « dépêcha son Ange pour la faire connaître » ; l’interlocuteur divin est mentionné de nouveau à la fin.

## Interprétations
L’identité exacte de l’ange du Seigneur est objet de controverses dans le judaïsme et le christianisme. L'ange parle au nom de Dieu, plusieurs personnages le reconnaissent comme tel, et la narration ne différencie par clairement l'un et l'autre, alternant parfois entre l'« ange du Seigneur » et « Dieu ». Le philosophe judéo-hellénique Philon d'Alexandrie identifie l'ange du Seigneur comme étant le Logos divin. Cette forme de Dieu est reprise dans l'Évangile selon Jean, assimilant le Logos chrétien à Jésus-Christ.
Bart D. Ehrman soutient qu'au Ier siècle, la christologie de l'apôtre Paul dans l'épître aux Galates, bien qu'assez allusive, identifiait déjà Jésus avec l'ange du Seigneur, donc Dieu Lui-même qui s'est incarné en une femme et a vécu parmi les Juifs. L'apologète chrétien Justin Martyr, dans les années 150, est le premier auteur à clairement assimiler le Logos avec l'ange du Seigneur, concluant qu'il s'agit d'une manifestations de Jésus avant son Incarnation.
La Bible Annotée, dite de Neuchâtel, recense quatre opinions différentes :
1. La première et plus ancienne catégorie d’interprètes juifs et chrétiens croit que l’ange du Seigneur est une forme que Dieu prend pour paraître visible aux êtres humains, qui mourraient s’Il se manifestait dans toute Sa gloire. Ils se fondent notamment sur l’auto-identification de l’ange comme le Dieu de Bethel, identification que Jacob confirme plusieurs fois, de même que l’exclamation de terreur du juge Gédéon, ainsi que le livre du prophète Osée (12:4-5).
2. La deuxième catégorie pense que l’ange de l’Éternel est un ange quelconque que Dieu charge d’un message et qu’il n’est jamais le même personnage. C’était là l’opinion d’Augustin d’Hippone et de Jérôme de Stridon, par exemple.
3. La troisième catégorie estime que c’est un ange unique ayant le rôle d’intermédiaire entre Dieu et les hommes. Parce qu’il est le député de Dieu, il est normal que l’ange s’identifie et parle comme Lui. Cette interprétation est apparue au XIXe siècle et fut celle de Franz Delitzsch ou Gustave-Frédéric Œlher.
4. La quatrième et dernière catégorie pense que la dénomination d’« ange du Seigneur » ou « ange de Dieu » sert à le définir comme un ange incréé et appartenant à l’essence divine, de sorte que c’est une manifestation divine à la manière d'une hypostase. Ernst Wilhelm Hengstenberg a été un défenseur de cette opinion.